# Icke-kodande DNA
icke-kodande DNA är inom genetiken områden på en organisms DNA-sekvens som inte kodar för proteingenererande mRNA-transkript. Icke-kodande DNA utgör ett brett område av DNA-kod som antingen påverkar DNA-kedjans struktur, eller uttrycket av olika gener genom att producera reglerande RNA-transkript. Ribosomalt DNA och tRNA-kod hör även de till icke-kodande DNA. Mycket av de icke-kodande DNA-sekvensernas funktion är dock ännu inte klarlagd, men teorin är att dessa områden ger evolutionära fördelar genom att gynna mutationsfrekvensen av användbara gener, samt bidra till mer komplex genreglering.

## Typer av icke-kodande DNA
- Icke-kodande funktionellt DNA
  - rRNA
  - tRNA
  - mikroRNA
- Cis- och Transregulatoriska element
- Introner
- Pseudogener
- Högrepeterande sekvenser
- Telomerer